# Gheorghe Lazăr

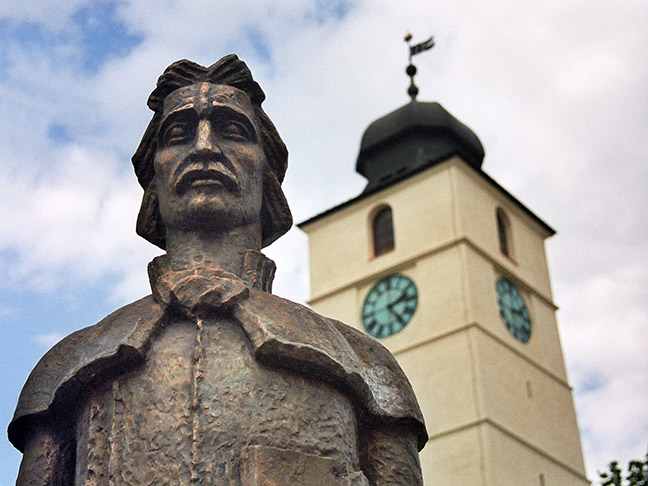
Das neue Gheorghe-Lazăr-Denkmal am Großen Ring in Hermannstadt.

Gheorghe Lazăr (* 5. Juni 1779 in Avrig (Freck); † 17. September 1823 ebenda) war ein rumänischer Pädagoge, Schriftsteller und Theologe aus Siebenbürgen.

## Leben und Werk
Lazăr wurde in Avrig (Freck) geboren. In der Ortschaft im Süden Siebenbürgens besuchte er die Volksschule, weiterführende Ausbildungen (Gymnasium und Studium) absolvierte Lazăr in Sibiu (Hermannstadt), Cluj-Napoca (Klausenburg) und Wien. Eine Kirchenkarriere blieb ihm aufgrund seiner reformorientierten Ansätze verwehrt. Deshalb schlug er die akademische Laufbahn ein und unterrichtete in Hermannstadt Theologie. Auch in dieser Position war Lazăr heftiger Kritik und Anfeindungen ausgesetzt.
Schließlich musste Lazăr sich in die Walachei begeben, wo er sich als Reformer des dortigen Schulwesens betätigte. Diese Reform brachte sowohl die Abkehr von der griechischen Unterrichtssprache als auch die Säkularisierung des Unterrichtswesens in der Walachei und der Moldau. Nachdem er schwer erkrankte, verbrachte Gheorghe Lazăr die letzten Monate seines Lebens wieder in Siebenbürgen.

## Sonstiges

### Familie
Lazărs Bruder war zur Zeit seines Todes Bürgermeister von Avrig.

### Benennungen
In einer Vielzahl rumänischer Ortschaften, speziell in Siebenbürgen, sind heute Straßen und Plätze nach Gheorghe Lazăr benannt. In Avrig, Sibiu und Bukarest tragen Schulen, im Kreis Ialomița eine Ortschaft seinen Namen.